# Vicente Palmaroli
Vicente Palmaroli y González (ur. 5 września 1834 w Zarzalejo, zm. 25 stycznia 1896 w Madrycie) – hiszpański malarz i rytownik epoki romantyzmu, dyrektor Muzeum Prado. 
Był synem włoskiego litografa. Studiował w Królewskiej Akademii Sztuk Pięknych św. Ferdynanda w Madrycie od 1848. W 1853 zastąpił ojca jako litograf na królewskim dworze. W 1857 wyjechał do Włoch, gdzie kontynuował naukę i malował. W 1872 został członkiem madryckiej akademii. W 1873 zamieszkał w Paryżu, a następnie w Rzymie, gdzie został dyrektorem hiszpańskiej akademii sztuki (Real Academia de España). Od 1894 do śmierci był dyrektorem Muzeum Prado.